# Brodiaeoideae
Brodiaeoideae Traub, 1972 è una sottofamiglia di piante floreali monocotiledoni della famiglia Asparagaceae.
In passato le Brodiaeoideae sono state trattate come una famiglia separata, le Themidaceae.
Il nome della sottofamiglia deriva dal genere tipo Brodiaea.

## Descrizione
Le piante della sottofamiglia sono piante perenni erbacee che germinano da un tubero ricco di amido; ogni anno dal vecchio tubero se ne sviluppa uno nuovo.
Le foglie sono lineari, spesso carnose, e formano una guaina chiusa alla loro base. Le venature sono parallele.
L'infiorescenza è costituita da un'ombrella o raramente da un singolo fiore, all'apice di uno stelo solitario. I fiori sono bisessuali e attinomorfi. I tepali sono tutti simili, in 2 verticilli di 3.
Gli stami fertili sono 6, o 3 alternati a 3 staminoidi. Stami e staminoidi si inseriscono sui tepali.
Le antere sono basifisse, cioè fissate al filamento alla base, e sono introrse, cioè il polline è rilasciato verso l'interno.
L'ovario è superiore e triloculare.
Il frutto è una capsula loculicidale. Il seme è ricoperto da fitomelanina.

## Distribuzione e habitat
Le Brodiaeoideae sono piante native dell'America Centrale e della parte occidentale dell'America Settentrionale, dalla Columbia Britannica fino al Guatemala.

## Tassonomia
Per la maggior parte dei secoli XIX e XX, sin da quando il taxon è stato riconosciuto, esso era considerato al rango di tribù ed era solitamente denominato Brodiaeeae.
La maggior parte degli autori lo assegnava alle Liliaceae, alle Alliaceae o alle Amaryllidaceae.
Nel 1985, Dahlgren, Clifford e Yeo lo trattavano come tribù Brodiaeeae delle Alliaceae.
Verso la fine del XX secolo, iniziò ad essere evidente che le eterogenee Liliaceae riconosciute da parecchi autori erano più volte polifiletiche e che il taxon Brodiaea e i suoi parenti erano più prossimi al genere Asparagus piuttosto che all'Allium o all'Amaryllis.
Per queste ragioni, in un articolo pubblicato nel 1996 su Taxon fu riesumata la famiglia Themidaceae.
Il nome Themidaceae fu utilizzato per la prima volta da Richard Salisbury nel 1866.
Il nome si rifaceva al genere ora non riconosciuto Themis, che fu assegnato da Salisbury assieme a quello della famiglia. La sola specie mai assegnata al genere Themis era Themis ixioides. Il suo nome fu cambiato in Brodiaea ixioides da Sereno Watson nel 1879, quindi in Triteleia ixioides da Edward Lee Greene nel 1886. La pianta è tuttora nota come Triteleia ixioides nella Flora of North America.
Quando nel 2003 l'Angiosperm Phylogeny Group pubblicò il sistema APG II, la famiglia Themidaceae fu trattata come una circoscrizione opzionale da quelli che ritenevano che le Asparagaceae in sensu lato dovessero essere suddivise in famiglie segregate più piccole.
Quando nel 2009 fu pubblicato il sistema APG III, il nome Themidaceae non fu accettato. In un articolo associato alla pubblicazione, il taxon fu trattato come Brodiaeoideae, uno delle 7 sottofamiglie delle Asparagaceae.
Nelle analisi di filogenesi molecolare, la monofilia delle Brodiaeoideae è fortemente supportata. Probabilmente è un gruppo fratello delle Scilloideae.
La sottofamiglia comprende i seguenti generi:
- Androstephium Torr.
- Bessera Schult.f.
- Bloomeria Kellogg
- Brodiaea Sm.
- Dandya H.E.Moore
- Dichelostemma Kunth
- Dipterostemon Rydb.
- Jaimehintonia B.L.Turner
- Milla Cav.
- Muilla S.Watson ex Benth.
- Petronymphe H.E.Moore
- Triteleia Douglas ex Lindl.
- Triteleiopsis Hoover
- Xochiquetzallia J.Gut.